# Dziennik upadłej dziewczyny
Dziennik upadłej dziewczyny (niem. Tagebuch einer Verlorenen) – film niemy z 1929 produkcji niemieckiej w reżyserii Georga Wilhelma Pabsta. Film powstał na podstawie powieści Margarete Böhme. Należał do tzw. Straβenfilme („filmów ulicznych”). Został zrealizowany w erze Pre-Code.

## Opis fabuły
Główną bohaterką jest Thymiane Henning, córka aptekarza, uwiedziona przez wspólnika swojego ojca. Trafia ona do zakładu wychowawczego, jednak po pewnym czasie udaje jej się z niego uciec. Po ucieczce pracuje w domu publicznym. Stamtąd zostaje wydobyta dzięki pomocy hrabiego, którego później poślubia. Zdobytą pozycję i majątek wykorzystuje, aby pomagać innym skrzywdzonym dziewczynom.
Zdjęcia do filmu kręcono w Świnoujściu i Berlinie.

## Obsada
- Louise Brooks
- Fritz Rasp
- André Roanne
- Josef Ravensky
- Edith Meinhard
- Sybille Schmitz